# بطولة العالم لسباق الدراجات على الطريق 2002
بطولة العالم لسباق الدراجات على الطريق 2002 هي الدورة ال75 من بطولة العالم لسباق الدراجات على الطريق، أجريت في اوسدان-زولده وهاسيلت، بلجيكا.

## النتائج النهائية
| المسابقة              | ذهبية                        | فضية                          | برونزية                              |
| --------------------- | ---------------------------- | ----------------------------- | ------------------------------------ |
| الرجال                |                              |                               |                                      |
| سباق الطريق ضد الساعة | ماريو تشيبوليني (إيطاليا)    | روبي ماكوين (أستراليا)        | إريك تسابل (ألمانيا)                 |
| سباق الطريق المداري   | سانتياجو بوتيرو (كولومبيا)   | مايكل ريتش (ألمانيا)          | إيغور غونزاليس دي غالديانو (إسبانيا) |
| السيدات               |                              |                               |                                      |
| سباق الطريق ضد الساعة | زولفيا زابيروفا (روسيا)      | نيكول براندلي (سويسرا)        | Karin Thürig ‏ (سويسرا)               |
| سباق الطريق المداري   | سوزانيونجسكوج (السويد)       | نيكول براندلي (سويسرا)        | يوانيه سوماريبا (إسبانيا)            |
| رجال أقل من 23 سنة    |                              |                               |                                      |
| سباق الطريق المداري   | Francesco Chicchi ‏ (إيطاليا) | Francisco Gutiérrez (إسبانيا) | ديفيد وسلي (سويسرا)                  |
| سباق الطريق ضد الساعة | توماس فيتكوس (ليتوانيا)      | Alexander Bespalov ‏ (روسيا)   | سيرجيو باولينو (البرتغال)            |
| شبان                  |                              |                               |                                      |
| سباق الطريق المداري   | ارنو جيرار (فرنسا)           | Jukka Vastaranta ‏ (فنلندا)    | نيكولا ساندرسون (أستراليا)           |
| سباق الطريق ضد الساعة | Mikhail Ignatiev (روسيا)     | مارك جاميسون (أستراليا)       | فينتشينزو نيبالي (إيطاليا)           |
| شابات                 |                              |                               |                                      |
| سباق الطريق المداري   | Suzanne de Goede ‏ (هولندا)   | كلوديا شتومبف (ألمانيا)       | مونيكا الصرخة (السويد)               |
| سباق الطريق ضد الساعة | Anna Zugno ‏ (إيطاليا)        | تاتيانا جوديرزو (إيطاليا)     | كلوديا هيشت (ألمانيا)                |